# Катран малий
Катран малий (Squalus blainville) — вид акул родини катранових (Squalidae). Зустрічається у континентальних водах усіх океанів на глибинах від 15 до 800 метрів. Сягає одного метра довжиною.